# Gloeoasterostroma
Gloeoasterostroma är ett släkte av svampar. Gloeoasterostroma ingår i ordningen Russulales, klassen Agaricomycetes, divisionen basidiesvampar och riket svampar.
|                   | Russulaceae                                  |
|                   |                                              |
|                   | Peniophoraceae                               |
|                   |                                              |
|                   | Lachnocladiaceae                             |
|                   |                                              |
|                   | Hybogasteraceae                              |
|                   |                                              |
|                   | Hericiaceae                                  |
|                   |                                              |
|                   | Echinodontiaceae                             |
|                   |                                              |
|                   | Bondarzewiaceae                              |
|                   |                                              |
|                   | Auriscalpiaceae                              |
|                   |                                              |
|                   | Amylostereaceae                              |
|                   |                                              |
|                   | Albatrellaceae                               |
|                   |                                              |
|                   | Stephanosporaceae                            |
|                   |                                              |
|                   | Stereaceae                                   |
|                   |                                              |
|                   | Gloeopeniophorella                           |
|                   |                                              |
|                   | Scopulodontia                                |
|                   |                                              |
|                   | Haloaleurodiscus                             |
|                   |                                              |
|                   | Scytinostromella                             |
|                   |                                              |
|                   | Aleurocystidiellum                           |
|                   |                                              |
| Gloeoasterostroma | \| \| Gloeoasterostroma sordidum \| \| \| \| |
|                   | \| \| Gloeoasterostroma sordidum \| \| \| \| |
|                   | Gloeohypochnicium                            |
|                   |                                              |
|                   | Gloeoasterostroma sordidum                   |
|                   |                                              |

|  | Gloeoasterostroma sordidum |
|  |                            |